# Kristjan Vomm
Kristjan Vomm (* 30. Juli 1990 in Tartu) ist ein estnischer Fußballspieler. Der Mittelfeldspieler spielte beim JK Tammeka Tartu nur wenige Spiele in der estnischen Meistriliiga.

## Karriere
Kristjan Vomm begann seine Laufbahn in der Jugend des JK Tammeka Tartu, wo er bis zum Jahr 2008 spielte. Er debütierte zunächst für die Zweite Mannschaft in der Esiliiga, bevor er drei Jahre später erstmals in der Meistriliiga-Saison 2011 für das Team aus Tartu auflief. Im Spiel gegen den JK Trans Narva wurde Vomm für Martin Haljak eingewechselt.